# Lijst van voetbalinterlands Libanon - Thailand
Deze lijst van voetbalinterlands is een overzicht van alle officiële voetbalwedstrijden tussen de nationale teams van Libanon en Thailand. De landen speelden tot op heden acht keer tegen elkaar. De eerste ontmoeting, een wedstrijd tijdens de Aziatische Spelen 1998, werd gespeeld in Bangkok op 10 december 1998. Het laatste duel, een vriendschappelijke wedstrijd, vond plaats op 14 november 2024 in Pathum Thani.

## Wedstrijden
| № | Plaats       | Datum            | Competitie                 | Wedstrijd          | Uitslag |
| - | ------------ | ---------------- | -------------------------- | ------------------ | ------- |
| 1 | Bangkok      | 10 december 1998 | Aziatische Spelen 1998     | Thailand – Libanon | 1 – 0   |
| 2 | Beiroet      | 18 oktober 2000  | Azië Cup 2000              | Libanon – Thailand | 1 – 1   |
| 3 | Beiroet      | 17 mei 2001      | WK 2002 kwalificatie       | Libanon – Thailand | 1 – 2   |
| 4 | Bangkok      | 30 mei 2001      | WK 2002 kwalificatie       | Thailand – Libanon | 2 – 2   |
| 5 | Phuket       | 21 januari 2009  | Vriendschappelijk          | Thailand − Libanon | 2 − 1   |
| 6 | Beiroet      | 22 maart 2013    | Azië Cup 2015 kwalificatie | Libanon − Thailand | 5 − 2   |
| 7 | Bangkok      | 5 maart 2014     | Azië Cup 2015 kwalificatie | Thailand − Libanon | 2 − 5   |
| 8 | Chiang Mai   | 7 september 2023 | Vriendschappelijk          | Thailand − Libanon | 2 − 1   |
| 9 | Pathum Thani | 14 november 2024 | Vriendschappelijk          | Thailand − Libanon | 0 − 0   |

## Samenvatting
| Competitie            | Totaal gespeeld | Winst Libanon | Gelijk | Winst Thailand | Doelsaldo Libanon – Thailand |
| --------------------- | --------------- | ------------- | ------ | -------------- | ---------------------------- |
| WK-kwalificatie       | 2               | 0             | 1      | 1              | 3 − 4                        |
| Azië Cup              | 1               | 0             | 1      | 0              | 1 − 1                        |
| Azië Cup-kwalificatie | 2               | 2             | 0      | 0              | 10 − 4                       |
| Aziatische Spelen     | 1               | 0             | 0      | 1              | 0 − 1                        |
| Vriendschappelijk     | 3               | 0             | 1      | 2              | 2 − 4                        |
| Totaal                | 9               | 2             | 3      | 4              | 16 − 14                      |

FLFA · 
A-internationals · 
Libanees vrouwenelftal
1940 – 1949 · 
1950 – 1959 · 
1960 – 1969 · 
1970 – 1979 · 
1980 – 1989 · 
1990 – 1999 · 
2000 – 2009 · 
2010 – 2019 ·
2020 − 2029
Afghanistan ·
Algerije ·
Armenië ·
Australië ·
Bahrein ·
Bangladesh ·
Bhutan ·
Bulgarije ·
Cambodja ·
China ·
Cyprus ·
Djibouti ·
Ecuador ·
Egypte ·
Equatoriaal-Guinea ·
Estland ·
Filipijnen ·
Gabon ·
Georgië ·
Hongarije ·
Hongkong ·
India ·
Irak ·
Iran ·
Jemen ·
Jordanië ·
Kazachstan ·
Kirgizië ·
Koeweit ·
Laos ·
Libië ·
Malediven ·
Maleisië ·
Malta ·
Marokko ·
Mauritanië ·
Mongolië ·
Montenegro ·
Myanmar ·
Namibië ·
Nieuw-Zeeland ·
Noord-Korea ·
Noord-Macedonië ·
Oeganda ·
Oezbekistan ·
Oman ·
Oost-Timor ·
Pakistan ·
Palestina ·
Qatar ·
San Marino ·
Saoedi-Arabië ·
Singapore ·
Slowakije ·
Soedan ·
Somalië ·
Sri Lanka ·
Syrië ·
Tadzjikistan ·
Thailand ·
Tsjechië ·
Tunesië ·
Turkije ·
Turkmenistan ·
Vanuatu ·
Verenigde Arabische Emiraten ·
Vietnam ·
Zuid-Korea
FAT · A-internationals · Bondscoaches · Statistieken · Thais vrouwenelftal · Thailand U21 · Thailand U20 · Thailand U19 · Thailand U18 · Thailand U17
1950 – 1959 · 
1960 – 1969 · 
1970 – 1979 · 
1980 – 1989 · 
1990 – 1999 · 
2000 – 2009 · 
2010 – 2019 ·
2020 − 2029
Asian Cup 1972 ·
Asian Cup 1992 · 
Asian Cup 1996 · 
Asian Cup 2000 · 
Asian Cup 2004 · 
Asian Cup 2007
OS 1956 · 
OS 1968
1956 · 
1957 · 
1958 · 
1959 · 
1960 · 
1961 · 
1962 · 
1963 · 
1964 · 
1965 · 
1966 · 
1967 · 
1968 · 
1969 · 
1970 · 
1971 · 
1972 · 
1973 · 
1974 · 
1975 · 
1976 · 
1977 · 
1978 · 
1979 · 
1980 · 
1981 · 
1982 · 
1983 · 
1984 · 
1985 · 
1986 · 
1987 · 
1988 · 
1989 · 
1990 · 
1991 · 
1992 · 
1993 · 
1994 · 
1995 · 
1996 · 
1997 · 
1998 · 
1999 · 
2000 · 
2001 · 
2002 · 
2003 · 
2004 · 
2005 · 
2006 · 
2007 · 
2008 · 
2009 · 
2010 · 
2011 · 
2012 · 
2013 ·
2014 ·
2015 ·
2016 ·
2017 ·
2018 ·
2019 ·
2020 ·
2021 ·
2022 ·
2023
Afghanistan ·
Australië ·
Bahrein ·
Bangladesh ·
Bhutan ·
Brazilië ·
Brunei ·
Bulgarije ·
Cambodja ·
China ·
Congo-Brazzaville ·
Denemarken ·
Duitsland ·
Egypte ·
Estland ·
Faeröer ·
Filipijnen ·
Finland ·
Gabon ·
Georgië ·
Ghana ·
Hongkong ·
India ·
Indonesië ·
Irak ·
Iran ·
Israël ·
Japan ·
Jemen ·
Jordanië ·
Kameroen · 
Kazachstan ·
Kenia ·
Kirgizië ·
Koeweit ·
Laos ·
Letland ·
Libanon ·
Liberia ·
Libië ·
Liechtenstein ·
Luxemburg ·
Macau ·
Malediven ·
Maleisië ·
Malta ·
Marokko ·
Myanmar ·
Nederland ·
Nepal ·
Nieuw-Zeeland ·
Nigeria ·
Noord-Ierland ·
Noord-Korea ·
Noorwegen ·
Oezbekistan ·
Oman ·
Oost-Timor ·
Pakistan ·
Palestina ·
Papoea-Nieuw-Guinea ·
Polen ·
Qatar ·
Saoedi-Arabië ·
Singapore ·
Slowakije ·
Sri Lanka ·
Suriname ·
Syrië ·
Taiwan ·
Tadzjikistan ·
Trinidad en Tobago ·
Turkmenistan ·
Uruguay ·
Verenigde Arabische Emiraten ·
Verenigde Staten ·
Vietnam ·
Zuid-Afrika ·
Zuid-Korea ·
Zuid-Vietnam ·
Zweden